# كايل إس. هنتر
كايل إس. هنتر (بالإنجليزية: Kyle S. Hunter) هو فنان قصص مصورة أمريكي، ولد في 1970.
يُعرف بمساهماته في مجال القصص المصورة والرسم الكاريكاتيري في الولايات المتحدة، حيث عمل على تطوير العديد من الشخصيات والرسوم ضمن أعمال متنوعة نُشرت في المجلات والوسائط الرقمية.
رغم أن معلوماته العامة محدودة، إلا أن كايل إس. هنتر يُصنّف ضمن جيل الفنانين الذين ساهموا في تحديث أساليب السرد البصري والتعبير الفني في القصص المصورة الأمريكية خلال أواخر القرن العشرين وبداية القرن الحادي والعشرين.